# Aldeído desidrogenase
As aldeído desidrogenase (ALDH) são um grupo de enzimas que catalisam a oxidação dos aldeídos.